# Penicillifera infuscata
Penicillifera infuscata är en fjärilsart som beskrevs av Wolfgang Dierl 1978. Penicillifera infuscata ingår i släktet Penicillifera och familjen silkesspinnare. Inga underarter finns listade i Catalogue of Life.